# Suphisellus binotatus
Suphisellus binotatus är en skalbaggsart som först beskrevs av Edmond Jean-Baptiste Fleutiaux och Sallé 1889.  Suphisellus binotatus ingår i släktet Suphisellus och familjen grävdykare. Inga underarter finns listade i Catalogue of Life.